# Michael P. Anderson
Michael Philip Anderson (* 25. Dezember 1959 in Plattsburgh, New York, USA; † 1. Februar 2003 über dem Süden der USA) war ein US-amerikanischer Astronaut.

## Werdegang
Anderson schloss 1977 die Cheney High School in Cheney (Washington) ab und erlangte 1981 den Bachelor-Abschluss in den Fächern Physik und Astronomie an der University of Washington. Nach seinem Eintritt in die United States Air Force (USAF) diente er unter anderem als Pilotenausbilder sowie als Flugzeugkommandant und stieg bis in den Rang eines Oberstleutnants auf. 1990 erlangte Anderson seinen Master-Abschluss im Fach Physik an der Creighton University in Nebraska. Während seiner Zeit bei der USAF absolvierte er über 3000 Flugstunden.
Im Dezember 1994 wurde Anderson von der NASA für das Astronautenprogramm ausgewählt und qualifizierte sich nach dem einjährigen Training als Missionsspezialist. Bei seinen insgesamt zwei Raumflügen verbrachte er über 24 Tage im Erdorbit.
Am 1. Februar 2003 kamen Anderson und die anderen sechs Astronauten der Besatzung des Space Shuttles Columbia bei der Rückkehr zur Erde ums Leben, als die Raumfähre in etwa 60 km Höhe zerbrach. Anderson hinterließ eine Frau und zwei Kinder. Sein Grab befindet sich auf dem Nationalfriedhof Arlington.

## Astronautentätigkeit
- STS-89, Endeavour (23. – 31. Januar 1998): Anderson diente als Missionsspezialist auf der achten Shuttle-Mir-Mission. Eine Aufgabe der Mission war es, den an Bord der Mir befindlichen US-Astronauten David A. Wolf gegen Andrew S. W. Thomas auszutauschen. Außerdem wurden wissenschaftliches Gerät und Versorgungsgüter zur Mir gebracht.
- STS-107, Columbia (16. Januar – 1. Februar 2003): Einsatz als Nutzlastkommandant auf der 113. Space-Shuttle-Mission. Auf dieser 16-tägigen Forschungsmission wurden etwa 80 wissenschaftliche Experimente durchgeführt. Beim Wiedereintritt in die Erdatmosphäre, 16 Minuten vor der geplanten Landung, zerbrach die Columbia aufgrund einer Beschädigung des Hitzeschildes. Alle sieben Astronauten kamen dabei ums Leben.

## Auszeichnungen
Während seiner Laufbahn erhielt Michael Anderson u. a. folgende Auszeichnungen:
- NASA Space Flight Medal
- NASA Distinguished Service Medal
- Defense Distinguished Service Medal
- Defense Superior Service Medal
- USAF Meritorious Service Medal

Postume Ehrungen:
- Congressional Space Medal of Honor
- Umbenennung des Washington State Highway 904 in „Lt. Col. Michael Anderson Memorial Highway“
- Benennung des Asteroiden (51824) Mikeanderson
- Im Jahre 2006 benannte die Internationale Astronomische Union den Mondkrater M. Anderson offiziell nach Michael P. Anderson.